# Awierkij Aristow
Awierkij Borisowicz Aristow (ros. Аверкий Борисович Аристов; ur. 9 października?/22 października 1903 w Krasnym Jarze w guberni astrachańskiej, zm. 11 lipca 1973 w Wiedniu) – polityk i dyplomata radziecki, Rosjanin.

## Życiorys
Aktywista Komsomołu od 1919. Członek RKP(b) od 1921. W latach 1925–1926 na służbie wojskowej. W 1932 ukończył Leningradzki Instytut Politechniczny im.Kalinina. Od 1926 do 1928 pracownik apartu partyjnego i ponownie od 1940, kiedy został drugim sekretarzem komitetu obwodowego WKP(b) w Swierdłowsku, a następnie w Kemerowie. W latach 1944–1950 pierwszy sekretarz komitetu krajowego i obwodowego w Krasnojarsku. Od 1950 do 1952 pierwszy sekretarz komitetu obwodowego WKP(b) w Czelabińsku. Członek Komitetu Centralnego KPZR w latach 1952–1971. W okresie od 16 października 1952 do 6 marca 1953 i od 29 czerwca 1957 do 17 października 1961 członek Prezydium KC. Od 16 października 1952 do 14 marca 1951 oraz od 12 lipca 1955 do 4 maja 1960 sekretarz KC KPZR. W okresie 1952–1953 kierownik wydziału KC KPZR. W okresie 1953–1954 przewodniczący krajowego komitetu wykonawczego KPZR w Chabarowsku. W latach 1957–1961 zastępca przewodniczącego Biura KC KPZR ds. RSFRR. Deputowany do Rady Najwyższej ZSRR czterech kadencji
Od lutego 1961 do lutego 1971 ambasador ZSRR w PRL. W latach 1971–1973 ambasador ZSRR w Austrii.
Pochowany na Cmentarzu Nowodziewiczym w Moskwie.

## Odznaczenia
- Order Lenina – trzykrotnie
- Order Czerwonego Sztandaru Pracy – trzykrotnie
- Order Czerwonej Gwiazdy
- Odznaka Honorowa Gryfa Pomorskiego (1965)[1]